# Kim Chŏnghun
Đây là một tên người Triều Tiên, họ là Kim.
Kim Chŏnghun hay Kim Jong-Hun (金正勳, 김정훈, Kim Chính Huân, sinh ngày 1 tháng 9 năm 1956) là một cầu thủ bóng đá đã nghỉ hưu của CHDCND Triều Tiên và là huấn luyện viên của Đội tuyển bóng đá quốc gia CHDCND Triều Tiên tham dự World Cup 2010.